# Concattedrale di Santa Maria Assunta (Cervia)
La concattedrale di Santa Maria Assunta è il duomo di Cervia, in provincia di Ravenna, sede vescovile dell'Arcidiocesi di Ravenna-Cervia.

## Storia e descrizione
La costruzione della cattedrale cominciò nel 1699 e fu terminata nel 1702, a un paio di anni dall'inizio dell'edificazione della nuova città di Cervia. Fu il vescovo Francesco Riccamonti a posare la prima pietra, dedicandola a Santa Maria Assunta e la prima messa fu celebrata l'8 giugno 1702.
Si nota subito la mancanza di assialità con il Palazzo Comunale e la terza porta della città che la fronteggiano, e anche la facciata della chiesa è rimasta incompleta.
Di scuola romana, la chiesa è ad asse longitudinale con pianta a croce latina, navata centrale larga e breve, marcata da tre campate a dare luogo a sei cappelle laterali, tre per parte. La parte superiore è delimitata da un soffitto con volte a botte e arcate a tutto sesto mentre il presbiterio o altare, rialzato e separato dall'aula da una balaustra marmorea, si presenta di forma rettangolare, della stessa ampiezza della navata centrale. Gli altari, compreso il maggiore, sono in totale cinque, dedicati rispettivamente al Santissimo Sacramento con il quadro della Madonna Assunta di Giovanni Barbiani, a San Giuseppe, al Sacro Cuore, all'Addolorata e alla Madonna del Buon Consiglio o della neve. In particolare, è notevole l'altare del Santissimo Sacramento, che proviene dalla chiesa di San Giacomo Apostolo dei Domenicani di Forlì.
Sei dipinti, opere di pittori quali Francesco Longhi, Camillo Procaccini, Bernardino Guarini e Simone Cantarini, nonché di anonimi romagnoli del XVIII secolo, quattro opere scultoree, assieme a soggetti floreali riconducibili al '700 e all''800, rappresentano il ragguardevole patrimonio artistico della chiesa.
La torre campanaria, posta sul retro del lato sud, e il Palazzo Vescovile, allineato alla sinistra della facciata, completano la struttura religiosa, che domina uno dei lati principali della Piazza Garibaldi, la piazza principale di Cervia.